# Spandaryan (Syunik)
Spandaryan (in armeno Սպանդարյան) è un comune di 486 abitanti (2010) della Provincia di Syunik in Armenia.